# دریاچه اولمیسته
دریاچه اولمیسته (به استونیایی: Lake Ülemiste) دریاچه‌ای در کنار شهر تالین در کشور استونی است.
مساحت این دریاچه ۹٫۴۳۶ کیلومتر مربع است و عمق آن از ۲.۵ تا ۴.۲ متر متغیر است.

## نگارخانه

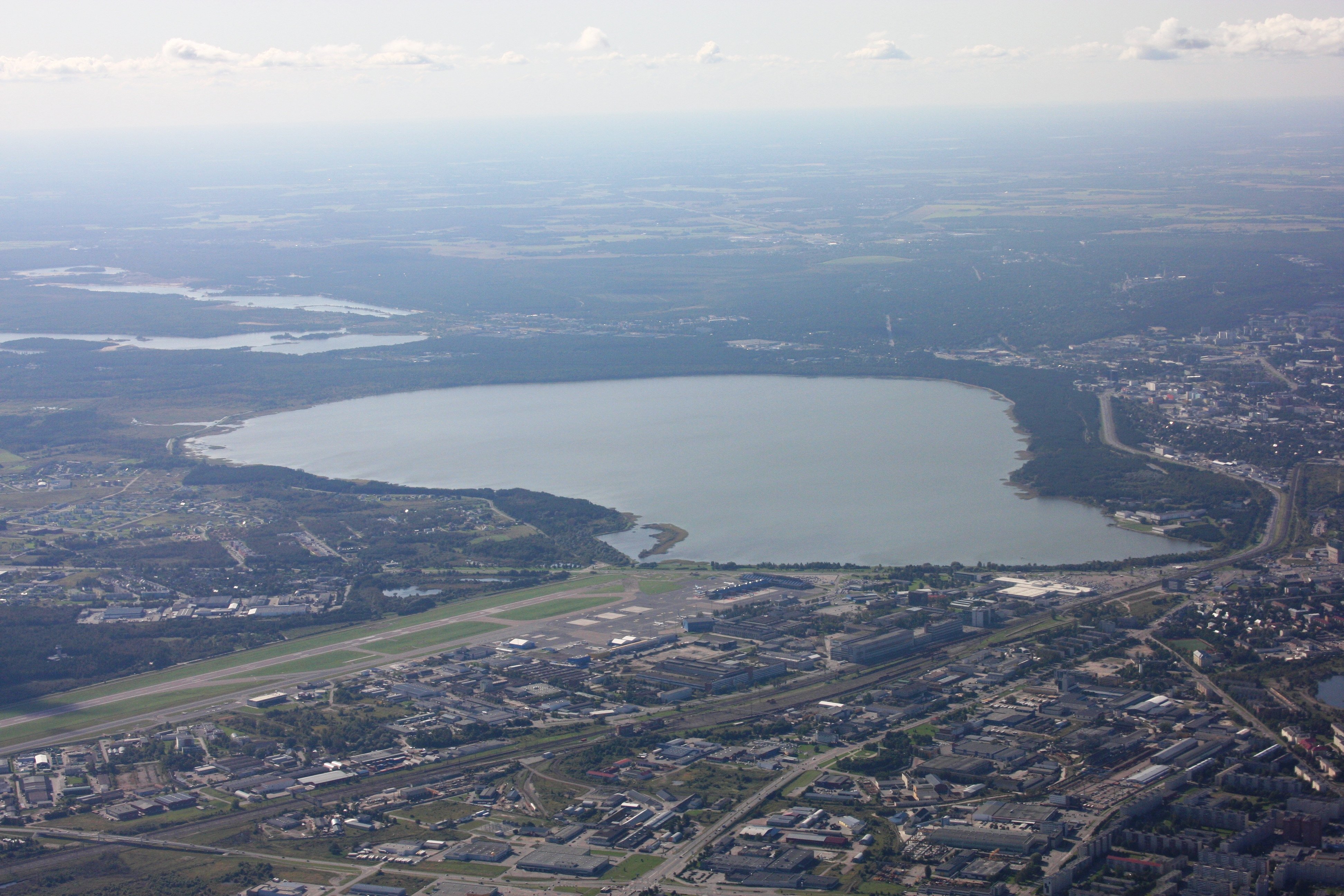
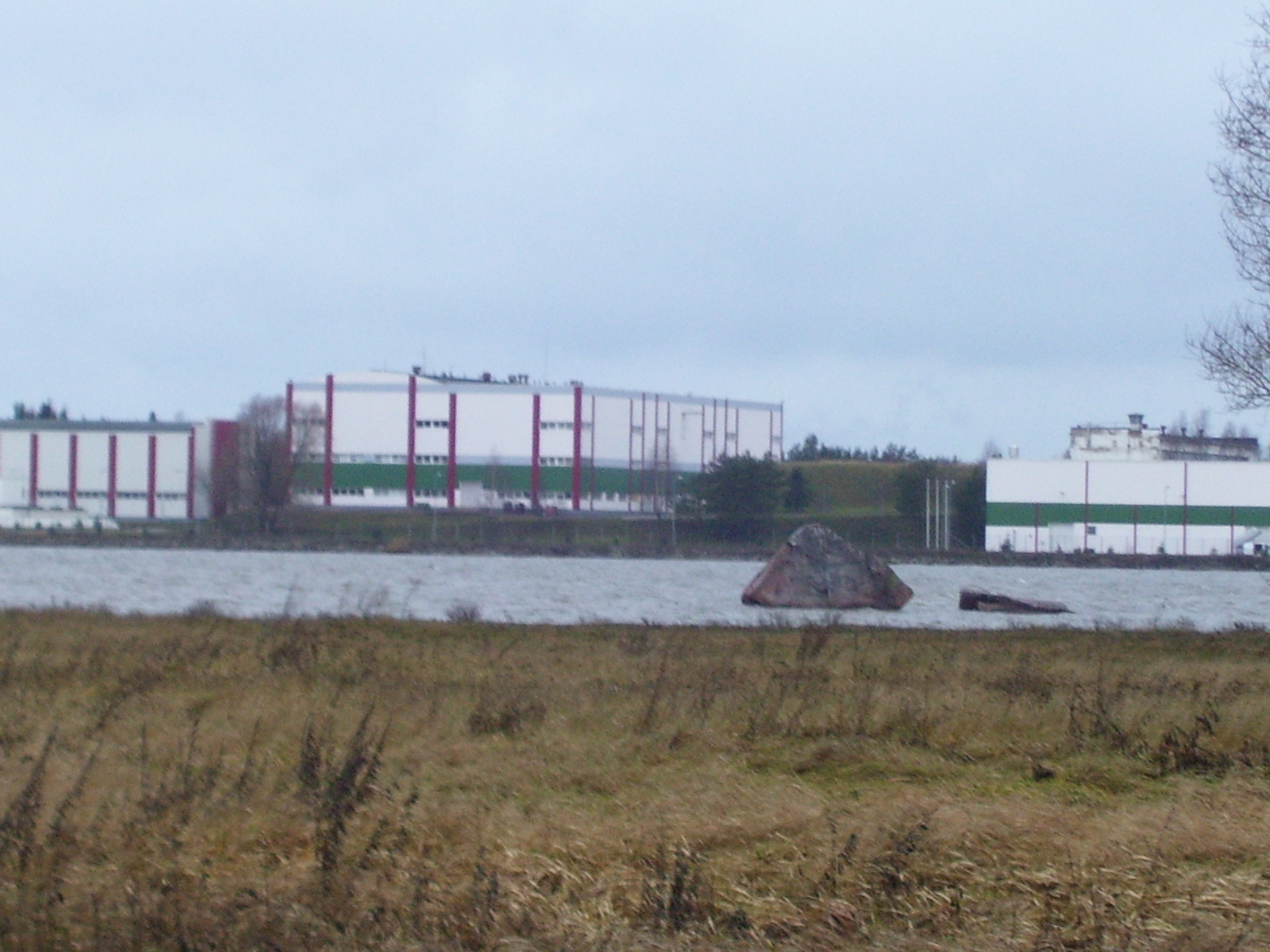
.
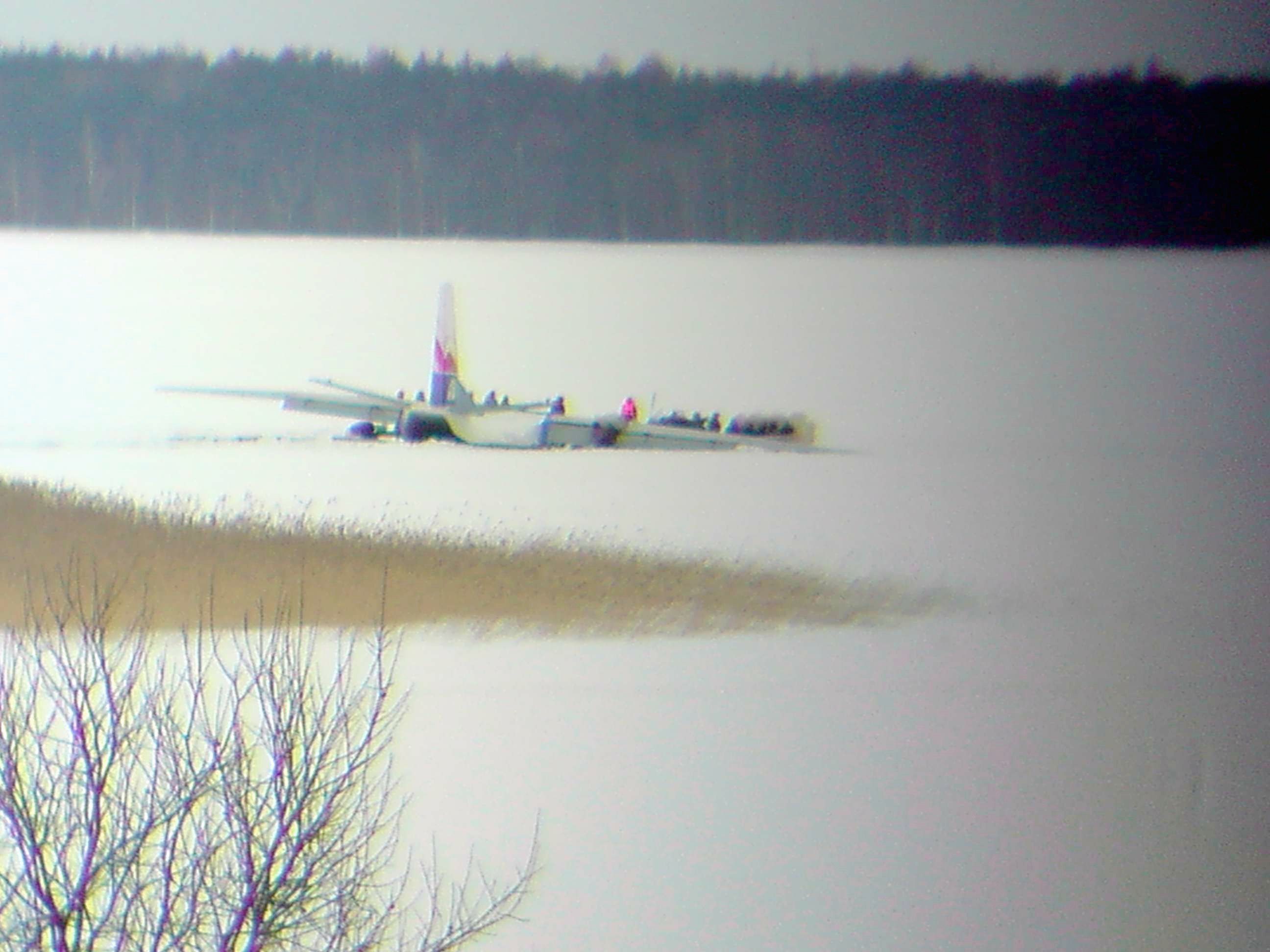
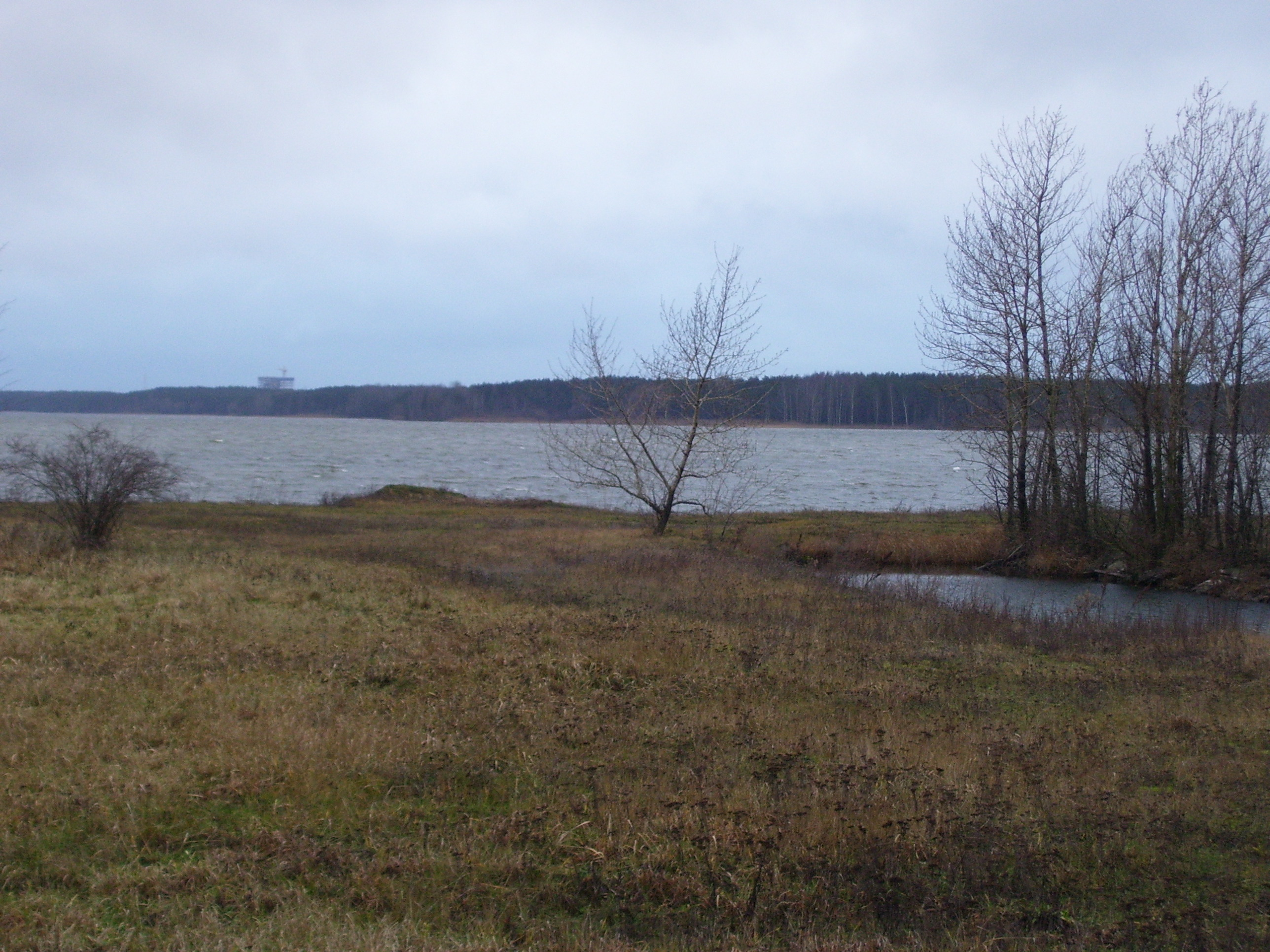